# Adolf Hehner
Adolf Clemens Hermann Hehner (* 6. September 1858 in Wiesbaden; † 11. Mai 1922 ebenda) war ein deutscher Jurist und Mitglied des Provinziallandtages der Provinz Hessen-Nassau. 

## Leben
Adolf Hehner war der Sohn des Juristen und Politikers Carl Hehner (1809–1880) und dessen Ehefrau Lisette Senfft (1819–1901).
Er besuchte die Höhere Bürgerschule Wiesbaden und machte das Abitur am Gymnasium Wiesbaden.
Nach dem Studium der Rechtswissenschaften an der Ludwig-Maximilians-Universität München war er zunächst als Anwalt in Aachen tätig, bevor er sich 1888 als Rechtsanwalt und Notar in Wiesbaden niederließ. Er betätigte sich politisch, trat der Nationalliberalen Partei bei und war in den Jahren von 1893 bis 1911/1912 als Stadtverordneter in Wiesbaden engagiert.
In den Jahren von 1905 bis 1916 war er Mitglied des Nassauischen Kommunallandtages des preußischen Regierungsbezirks Wiesbaden bzw. des Provinziallandtages der Provinz Hessen-Nassau, wo er Mitglied des Eingabe- und Beamtenausschusses war. 
Von 1910 an war er Mitglied des Vorstandes des Vereins für Altertumskunde und Geschichtsforschung mit Sitz in Wiesbaden.
Sein Cousin Carl Hehner war Mitglied der Landstände des Herzogtums Nassau. 

## Ehrungen
- Justizrat (1906)